# Mêtric Friedmann–Lemaître–Robertson–Walker
Mêtric Friedmann–Lemaître–Robertson–Walker (FLRW) là nghiệm chính xác của phương trình trường Einstein trong thuyết tương đối tổng quát; miêu tả một vũ trụ đơn liên hoặc đa liên với tính chất đồng nhất, đẳng hướng đang giãn nở hoặc co lại. (Nếu đa liên, thi mỗi sự kiện trong không thời gian sẽ được biểu diễn bởi nhiều hơn một bộ tọa độ.) Dạng tổng quát của mêtric xuất phát từ tính chất hình học của sự đồng nhất và đẳng hướng; và phương trình trường Einstein chỉ cần thiết khi muốn xác định hệ số tỷ lệ như là hàm của thời gian. Tùy thuộc vào bối cảnh địa lý hay lịch sử, tên gọi của bốn nhà vật lý — Alexander Friedmann, Georges Lemaître, Howard Percy Robertson và Arthur Geoffrey Walker — mà một số nhà khoa học sử dụng để đặt tên cho mêtric (ví dụ, Friedmann–Robertson–Walker (FRW) hay Robertson–Walker (RW) hay Friedmann–Lemaître (FL)). Mô hình này đôi khi còn gọi là Mô hình chuẩn của vũ trụ học hiện đại. Mêtric này được bốn nhà vật lý trên nghiên cứu một cách độc lập trong những thập niên 1920 và 1930.